# Большой Емъёган
Большой Емъёган (устар. Большой Ем-Юган) — река в Шурышкарском районе Ямало-Ненецкого АО. Правая составляющая (исток) реки Емъёган. Длина реки 23 км, в 2 км от устья впадает правый приток Емъёган-Ёган.

## Данные водного реестра
По данным государственного водного реестра России относится к Нижнеобскому бассейновому округу, водохозяйственный участок реки — Обь от впадения реки Северная Сосьва до города Салехард, речной подбассейн реки — бассейны притоков Оби ниже впадения Северной Сосьвы. Речной бассейн реки — (Нижняя) Обь от впадения Иртыша.
Код объекта в государственном водном реестре — 15020300112115300030749.